# RJ-168

A RJ-168 é uma rodovia brasileira do estado do Rio de Janeiro, oficialmente denominada de "Rodovia Christino José da Silva Júnior". A RJ-168 atravessa o município Macaé de leste a oeste, ligando a Região Serrana do Município à Região Central. Inicia no entroncamento com a RJ-106, ao lado da Ponte Ivan Mundin, e termina em frente ao Parque Atalaia, no cruzamento com a RJ-162, totalizando 25 Km.
O trecho entre o centro da cidade de Macaé e a BR-101 é o de maior movimento.
Em 2014, foi anunciada a sua duplicação.

## Sobre o homenageado
Christino José da Silva Júnior (Trajano de Moraes, 06 de setembro de 1902 - Macaé, 4 de fevereiro de 1986) foi proprietário de animais (tropa) para transportar gêneros alimentícios, insumos agrícolas e a produção de café da estação ferroviária de  Glicério para os distritos de Macaé e até município de Trajano de Moraes.